# Kościół św. Grzegorza VII w Rzymie
Kościół św. Grzegorza VII w Rzymie (wł. Chiesa di San Gregorio VII) – rzymskokatolicki kościół tytularny w Rzymie. 
Świątynia ta jest kościołem parafialnym parafii św. Grzegorza VII oraz kościołem tytularnym.

## Lokalizacja
Kościół znajduje się w XIII dzielnicy Rzymu – Aurelio (Q XIII) przy Via del Cottolengo 4. Główne wejście do kościoła umieszczono od strony Via Gregorio VII.

## Patron
Patronem świątyni jest św. Grzegorz VII – papież żyjący w XI wieku.

## Historia
Budowa kościoła rozpoczęła się 30 marca 1958 roku. Architektami świątyni byli Mario Paniconi i Giulio Pediconi. Budowa została ukończona w 1959 roku, natomiast dekorowanie kościoła zakończono w latach 1960–1961.
Parafię św. Grzegorza VII w Rzymie od początku jej istnienia prowadzą franciszkanie.

## Architektura i sztuka

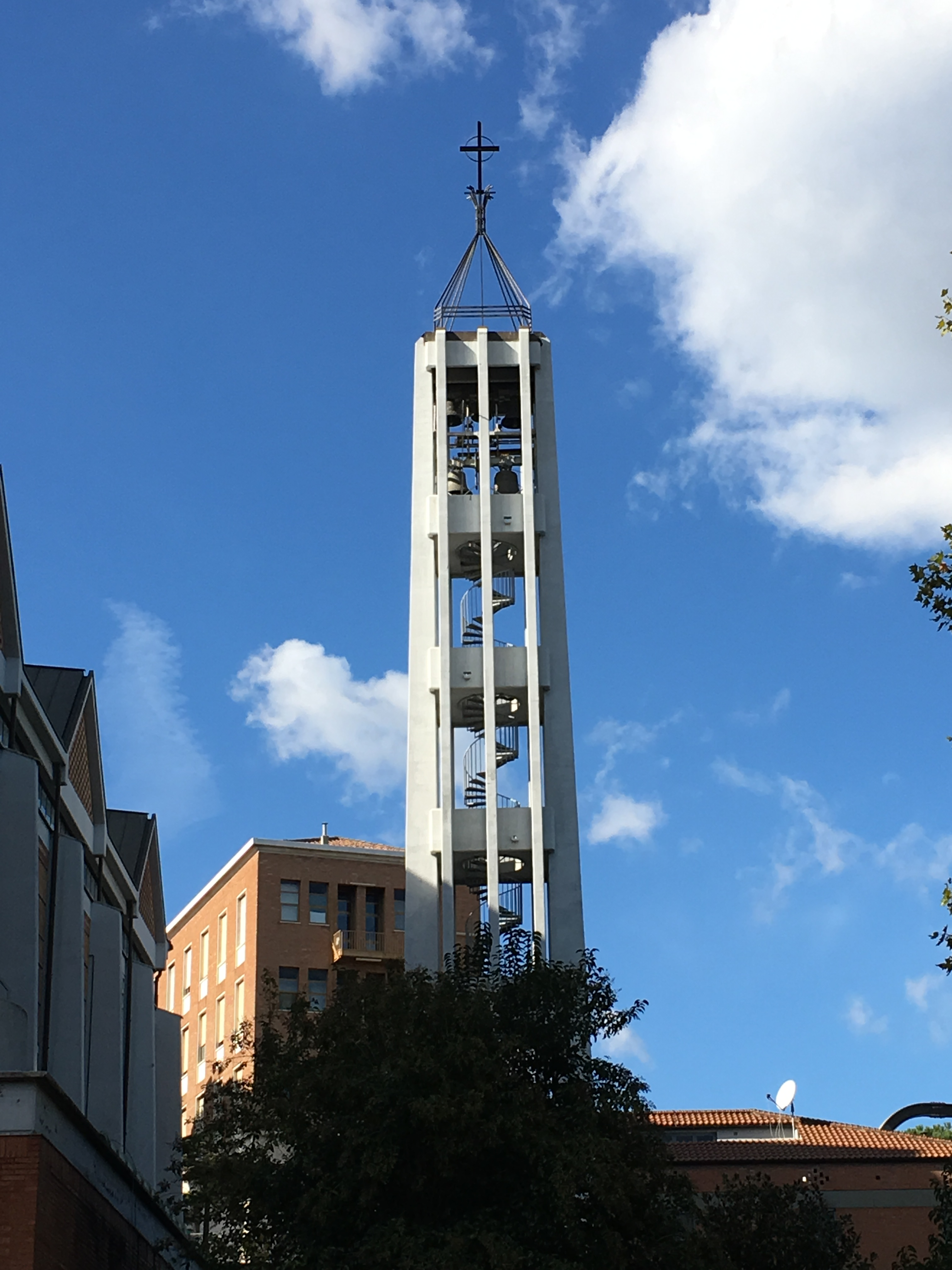
Dzwonnica

Kościół zbudowano na planie prostokąta. Dach podtrzymuje dziesięć żelbetowych filarów z każdej strony oraz cztery z przodu i z tyłu, z dwoma filarami w każdym rogu. Ściany budynku kończą się, zanim dotrą do dachu, a przestrzeń między nimi jest wypełniona szkłem.
W prawym rogu kościoła stoi wysoka, wolnostojąca dzwonnica. Narożniki konstrukcji tworzą cztery wąskie betonowe filary. Wieża jest podzielona na siedem kondygnacji przez betonowe podłogi. Przez otwarte ściany boczne widoczne są spiralne schody centralne. Na każdej ścianie wieży biegnie bardzo wąski pasek pilastra. Dzwonnica zwęża się ku górze. Wieżę nakrywa szkieletowa kopuła wykonana z metalowych prętów w kształcie piramidy.
Na fasadzie nad głównym wejściem umieszczono płaskorzeźbę przedstawiającą patrona kościoła św. Grzegorza VII. Z kolei po bokach drzwi głównych znajdują się płaskorzeźby autorstwa Luigi Venturini przedstawiające sceny związane z św. Franciszkiem z Asyżu – po prawej Sen papieża Innocentego III, po lewej – Zatwierdzenie reguły franciszkańskiej przez Honoriusza III.

## Kardynałowie prezbiterzy
Kościół św. Grzegorza VII jest jednym z kościołów tytularnych nadawanych kardynałom-prezbiterom (Titulus Sancti Gregorii VII). Tytuł ten został ustanowiony 29 kwietnia 1969 roku przez papieża Pawła VI.
- Eugênio de Araújo Sales (1969–2012)
- Baselios Cleemis Thottunkal (2012-nadal)